# Reszta kwadratowa modulo
Reszta kwadratowa modulo {\displaystyle p} (gdzie {\displaystyle p} jest liczbą pierwszą) – w teorii liczb, taka liczba całkowita {\displaystyle a,} że istnieje rozwiązanie kongruencji:
{\displaystyle x^{2}\equiv a{\pmod {p}}.}
Jeśli powyższa kongruencja nie ma rozwiązania dla pewnej liczby całkowitej {\displaystyle a}, to taką liczbę nazywamy nieresztą kwadratową modulo {\displaystyle p}.

## Własności

### Symbol Legendre'a
Wartość {\displaystyle \left({\frac {a}{p}}\right)} symbolu Legendre'a określamy wzorem:
{\displaystyle \left({\frac {a}{p}}\right)={\begin{cases}{\phantom {-}}0,&{\text{jeśli }}p\mid a,\\{\phantom {-}}1,&{\text{jeśli }}a{\text{ jest resztą kwadratową modulo }}p,\\-1,&{\text{jeśli }}a{\text{ jest nieresztą kwadratową modulo }}p.\\\end{cases}}}
Jeśli {\displaystyle a\equiv b{\pmod {p}},} to {\displaystyle \left({\frac {a}{p}}\right)=\left({\frac {b}{p}}\right)}.
Symbol Legendre’a jest również funkcją ściśle multiplikatywną licznika:
{\displaystyle \left({\frac {ab}{p}}\right)=\left({\frac {a}{p}}\right)\left({\frac {b}{p}}\right).}

### Kryterium Eulera
Jeśli {\displaystyle p} jest liczbą pierwszą większą od 2 i {\displaystyle a} jest liczbą całkowitą spełniającą {\displaystyle a\not \equiv 0{\pmod {p}}}, to {\displaystyle a} jest resztą kwadratową modulo {\displaystyle p} wtedy i tylko wtedy, gdy zachodzi kongruencja
{\displaystyle a^{\frac {p-1}{2}}\equiv 1{\pmod {p}}.}
Z wykorzystaniem symbolu Legendre'a kryterium to można zapisać następująco:
{\displaystyle \left({\frac {a}{p}}\right)\equiv a^{\frac {p-1}{2}}{\pmod {p}}}.

### Prawo wzajemności reszt kwadratowych
Dla różnych liczb pierwszych {\displaystyle p} i {\displaystyle q} większych od 2 zachodzi równość
{\displaystyle \left({\frac {p}{q}}\right)\left({\frac {q}{p}}\right)\equiv (-1)^{{\frac {p-1}{2}}\cdot {\frac {q-1}{2}}}.}

## Przykłady
- Kwadrat dowolnej liczby całkowitej kończy się jedną z cyfr: 0, 1, 4, 5, 6, 9. Oznacza to, że liczby te są resztami kwadratowymi modulo 10.
- Resztami kwadratowymi modulo 8 są liczby 0, 1 i 4. Nieresztami są liczby 2, 3, 5, 6, 7. Wynika stąd, że kwadrat dowolnej liczby nieparzystej daje z dzielenia przez 8 resztę 1.